# RT Южного Треугольника
RT Южного Треугольника (лат. RT Trianguli Australis) — переменная типа BL Геркулеса (цефеида II типа) в созвездии Южного Треугольника.

## Переменность
RT TrA испытывает переменность блеска от 9,4 до 10,2 звёздной величины с периодом 1,95 суток. Впервые переменность звезды обнаружила Энни Кэннон в 1910 году, она отнесла звезду к переменным типа RR Лиры. Позднее исследователи отнесли эту звезду и V533 Центавра к  переменным типа RW  Возничего. Со временем стало понятно, что RT TrA не связана с RW Aur, а вместо этого является представителем группы  в полосе нестабильности немного над горизонтальной ветвью. Такие звёзды  были позднее названы звёздами типа BL Геркулеса, по наиболее яркому известному представителю. Звёзды типа BL Her обладают периодами менее 8 дней. Как и у других переменных типа BL Геркулеса кривая блеска  RT TrA имеет горб, в данном случае на спадающей ветви. Кривая блеска немного асимметрична, минимум соответствует фазе 0.6.

## Свойства
RT TrA является холодной звездой-гигантом с радиусом 9,4 радиуса Солнца, хотя класс светимости может соответствовать сверхгиганту в определённые моменты пульсации. На разных этапах пульсации эффективная температура меняется от 5200 до 6500 K, а светимость меняется от 138 до 200 светимостей Солнца. По физическим свойствам звезда находится в полосе нестабильности диаграммы Герцшпрунга — Рассела.

## Углеродная звезда
RT TrA необычна тем, что представляет собой богатую углеродом цефеиду. В отличие от остальных углеродных звёзд, у неё не наблюдается избыток элементов s-процесса. На поверхности наблюдается значительное количество углерода, азота, железа и некоторых лёгких металлов, но не кислорода. Считается, что необычное содержание является результатом конвекции продуктов тройного альфа-процесса на поверхность, также ожидается, что на поверхности будет наблюдаться большое количество гелия. Многие другие звёзды типа BL Her, такие как U TrA, не проявляют такого содержания углерода. Содержания элементов похожи на таковые у более холодных звёзд спектрального класса R.